# رونیا، دختر رئیس راهزنان (مجموعه تلویزیونی ۲۰۲۴)
رونیا، دختر رئیس راهزنان (سوئدی: Ronja Rövardotter) یک مجموعه تلویزیونی سوئدی ۱۲ قسمتی است که در نتفلیکس پخش می‌شود و در ۲۸ مارس ۲۰۲۴ منتشر شد. این فیلم اقتباسی جدید از فیلم رونیا، دختر راهرن است. فصل اول سریال در ۲۸ مارس با شش قسمت منتشر شد و فصل دوم با شش قسمت در سه ماهه چهارم سال ۲۰۲۴ منتشر شد.[۳]

## بازیگران
منبع:
- کرستین لیندن – رونجا
- جک برگنهولتز هنریکسون – بیرک
- کریستوفر وگلین – ماتیس
- کریستا کوسونن – لوویس
- سوریر گودناسون – بورکا
- ماریا نوهرا – اوندیس
- پرنیلا آگوست – والدیر
- ورا ویتالی – کپا
- یوهان اولوسون – اسکاله پر
- پر لاسون – استورکاس
- ماتیاس سیلول – جون
- دیوید ویبرگ – جوتیس
- لانسولات انکیوب – تیگ
- امید خوانساری – فجوسوک
- بیورن الگرد – تیورم
- نیلز کارنکول – لیل کلیپن
- لینوس اکلوند آدولفسون – پلجه
- ایسا آئویفیا – تورره
- جان الکساندر اریکسون – کنوتاس
- کیم کولد – لاباس
- لوگی تولینیوس – اولو
- جوکیم ناترکویست – دوکاس
- فردریک آلفردسون – بیورن